# Ruch Stowarzyszeń Regionalnych Rzeczpospolitej Polskiej
Ruch Stowarzyszeń Regionalnych Rzeczpospolitej Polskiej – ogólnopolski związek stowarzyszeń, działający od 2002. Kontynuuje idee byłej Rady Krajowej Regionalnych Towarzystw Kultury (powstała w 1981, jako niezależna reprezentacja regionalnych stowarzyszeń kultury w Polsce). Na czele Ruchu Stowarzyszeń Regionalnych RP stoi Rada Krajowa, wybierana przez Walne Zgromadzenie Delegatów na kadencję 4 lat. W latach 1981–2002 przewodniczącym Rady Krajowej Regionalnych Towarzystw Kultury był Anatol Jan Omelaniuk.
Główne cele Ruchu: rozwijanie idei regionalizmu w ścisłym powiązaniu z kształtowaniem i utrwalaniem tożsamości narodowej, wspomaganie działalności stowarzyszeń regionalnych oraz zwiększanie ich roli w kreowaniu życia społecznego, szerzenie idei służby społecznej na rzecz ochrony dziedzictwa narodowego. Ruch realizuje swoje cele poprzez: organizowanie Kongresów Stowarzyszeń Regionalnych oraz innych imprez; prowadzenie działalności badawczej, wydawniczej i szkoleniowej; prowadzenie własnych instytucji; współdziałanie z instytucjami kulturalnymi, naukowymi, oświatowymi, wyznaniowymi, administracją państwową, samorządami terytorialnymi, innymi organizacjami pozarządowymi, środowiskami biznesu oraz mediami.

## Skład Rady Krajowej Ruchu Stowarzyszeń Regionalnych RP kadencji 2018–2022[3]
- Przewodniczący Rady Krajowej – Bożena Konikowska (zm. 26 marca 2024)[4][5], Towarzystwo Uniwersytetów Ludowych (woj. mazowieckie)
- Wiceprzewodniczący Rady – Janusz Korzeń, Towarzystwo Karkonoskie; Tomasz Kuba Kozłowski, Stowarzyszenie Społeczno-Kulturalne „Krajobrazy”
- Sekretarz – Bożena Gajewska, Towarzystwo Przyjaciół Ziemi Kutnowskiej
- Skarbnik – Danuta Kołodziej, Dolnośląskie Towarzystwo Kultury
- Członek Zarządu – Ryszard Bonisławski, Towarzystwo Przyjaciół Łodzi
- Członkowie Prezydium Rady – Elżbieta Gnyp, Zamojskie Towarzystwo „Renesans”; Zbigniew Mazurek, Towarzystwo Ziemi Głogowskiej
- Członkowie Rady: Irena Chrząszczyńska, Stowarzyszenie Folklorystyczne Teatr Regionalny w Krakowie; Szczepan Kalinowski, Towarzystwo Przyjaciół Nauk w Międzyrzeczu Podlaskim; Julita Kamińska, Mazurskie Towarzystwo Naukowe w Ełku; ks. Sławomir Kokorzycki, Szczecińskie Towarzystwo Kultury; Zdzisław Lisowski, Stowarzyszenie Przyjaciół Ziemi Gliwickiej; Jerzy Naskręt, Towarzystwo Miłośników Ziemi Śremskiej; Bogumiła Pietrzyk, Stowarzyszenie Folklorystyczne Teatr Regionalny w Krakowie; dr Tadeusz Samborski, Stowarzyszenie Społeczno-Kulturalne „Krajobrazy”; dr Andrzej Talarczyk, Nadnoteckie Towarzystwo Kultury (woj. lubuskie); Halina Żyła, Towarzystwo Przyjaciół Opola.

## Skład Komisji Rewizyjnej Ruchu Stowarzyszeń Regionalnych RP kadencji 2018–2022[3]
- Przewodniczący – Ewa Ambroży, Stowarzyszenie Przyjaciół Czeladzi (woj. śląskie)
- Wiceprzewodnicząca – Krystyna Leśniak-Moczuk, Stowarzyszenie Miłośników Rzeszowa
- Sekretarz – Jarosław Stulczewski, Towarzystwo Przyjaciół Zduńskiej Woli (woj. łódzkie)
- Członkowie: Eugeniusz Skoczeń, Racławickie Towarzystwo Kulturalne; Czesław Orliński, Towarzystwo Kulturalne im. Tadeusza Kościuszki w Szczekocinach